# Cheap Shots
Cheap Shots är en serie samlingsalbum av blandade artister, som gavs ut av Burning Heart Records mellan 1995 och 2001.

## Cheap Shots Vol. 1
Cheap Shots Vol. 1 är ett samlingsalbum av blandade artister, utgivet 1 januari 1995 av Burning Heart Records.

### Låtlista
1. Millencolin - "Shake Me"
2. Millencolin - "Mr Clean"
3. Millencolin - "Every Breath You Take"
4. Mindjive - "Fresh Fruit"
5. Mindjive - "Thirst"
6. Mindjive - "Another View"
7. Breach - "Predict a Life"
8. Breach - "Dispise the Fact"
9. Breach - "Public Holocaust"
10. No Fun at All - "Happy for the First Time"
11. No Fun at All - "Suffer Inside"
12. No Fun at All - "Alcohol"
13. Tribulation - "Torn to a Puzzle"
14. Tribulation - "Bridge to the Backyard of My Mind"
15. Tribulation - "Escape and Run"
16. 59 Times the Pain - "Lost Our Trust"
17. 59 Times the Pain - "Our Approach"
18. 59 Times the Pain - "Join the Army"
19. Satanic Surfers - "Don't Skate on My Ramp"
20. Satanic Surfers - "My Decision"
21. Satanic Surfers - "Gotta Be Free"
22. Raised Fist - "Break Free"
23. Raised Fist - "Stand Up and Fight"
24. Raised Fist - "Flame Still Burns"
25. Sober - "Wondering Why"
26. Refused - "Hate Breeds Hate"
27. Merryland - "Juniper Moon"
28. Merryland - "Grey Day"

## Cheap Shots Vol. 2
Cheap Shots Vol. 2 är ett samlingsalbum av blandade artister, släppt 1996 på Burning Heart Records.

### Låtlista
1. No Fun at All - "Master Celebrator"
2. No Fun at All - "Out of Bounds"
3. Homegrown - "Get a Job"
4. Homegrown - "Hanging Out"
5. 59 Times the Pain - "Time to Chill"
6. 59 Times the Pain - "Nervous Breakdown"
7. Millencolin - "Bullion"
8. Millencolin - "Killer Crush"
9. Liberator - "Natural Component of Tears"
10. Liberator - "Lorriane"
11. Puffball - "Whiningland"
12. Puffball - "So Where's Your Vision"
13. Satanic Surfers - "And the Cheese Fell Down"
14. Satanic Surfers - "Egocentric"
15. Mindjive - "Mobile"
16. Mindjive - "Jamfuel"
17. Chickenpox - "Taxi"
18. Chickenpox - "Rob a Bank"
19. Breach - "Almighty Generation"
20. Breach - "Flames"
21. Bodyjar - "Time to Grow Up"
22. Bodyjar - "Do Not Do"
23. Raised Fist - "Maintain"
24. Raised Fist - "Torn Apart"
25. The Hives - "Cellblock"
26. The Hives - "Ramanda"

## Cheap Shots Vol. 3
Cheap Shots Vol. 3 är ett samlingsalbum av blandade artister, släppt 1997 på Burning Heart Records. Skivan innehåller tidigare outgivna låtar av Raised Fist ("Untruth") och No Fun at All ("Walk a Mile for You").

### Låtlista[3]
1. The Hives - "A.k.a. I-D-I-O-T"
2. Samiam - "Full On"
3. No Fun at All - "Catch Me Running Round"
4. Refused - "The Shape of Punk to Come"
5. Millencolin - "Twenty Two"
6. The Business - "The Truth the Whole Truth and Nothing But the Truth"
7. 59 Times the Pain - "Don't Belong Here"
8. Liberator - "Kick de Bucket"
9. Satanic Surfers - "Don't Fade Away"
10. Puffball - "Petroleum"
11. Bodyjar - "You Have Taken Everything"
12. Raised Fist - "Untruth"
13. Chickenpox - "Bring It Down"
14. No Fun at All - "Walk a Mile for You"
15. Breach - "Replenish the Empty"
16. 59 Times the Pain - "Flares & Slippers" (Cockney Rejects)
17. Liberator - "Girls I've Had"
18. Refused - "Rather Be Dead"
19. The Skalatones - "Start Skanking"
20. Within Reach - "Unity Company"
21. Ducksoup - "Makin' Babies"
22. Nine - "Futureshock"
23. Voice of a Generation - "Ultra Special"

## Cheap Shots Vol. 4
Cheap Shots Vol. 4 är ett samlingsalbum av blandade artister, släppt 2000 på Burning Heart Records.

### Låtlista[4]
1. Millencolin - "No Cigar"
2. 59 Times the Pain - "Turn at 25th"
3. Section 8 - "Who Are You to Blame"
4. No Fun at All - "Celestial Q&A"
5. The Hives - "Main Offender"
6. Raised Fist - "Pretext"
7. Monster - "Consolation Row"
8. Bombshell Rocks - "Madhouse"
9. The Peepshows - "Thy Will (Not Mine)"
10. Satanic Surfers - "Blissfully Ignorant"
11. The (International) Noise Conspiracy - "Smash It Up"
12. The Cigarres - "Praise the Music"
13. Refused - "New Noise"
14. Voice of a Generation - "5150"
15. Samiam - "Stepson"
16. Puffball - "Constant Rotation"
17. Liberator - "Better Days"
18. Breach - "Path of Conscience"
19. The Business - "U Won't Change Me"
20. Nine - "Carnage"
21. Guttersnipe - "U.C.F.S."
22. Chickenpox - "Things That Belongs to Us"
23. Randy - "Unity Train"
24. The Products - "Youth of the World"
25. Millencolin - "Kemp"

## Cheap Shots Vol. 5
Cheap Shots Vol. 5 är ett samlingsalbum av blandade artister, släppt 2001 på Burning Heart Records. Skivan är den sista i raden av fem Cheap Shots-samlingar.

### Låtlista[5]
1. Refused - "Rather Be Dead" - 3:15
2. Bombshell Rocks - "Radio Control" - 3:37
3. The (International) Noise Conspiracy - "Breakout 2001" - 3:41
4. Nine - "I" - 4:21
5. Millencolin - "The Mayfly" - 3:04
6. Division of Laura Lee - "Pretty Electric" - 3:06
7. The Business - "Hell 2 Pay" - 2:19
8. Randy - "Summer of Bros" - 3:08
9. The Hives - "Hate to Say I Told You So" - 3:20
10. Looptroop - "Ambush in the Night" - 4:33
11. Voice of a Generation - "Straight from the Boondox" - 2:54
12. The Cigarres - "The Rest Is Yet to Be Told" - 3:04
13. Section 8 - "Like Father Like Son" - 1:39
14. Donots - "Today" - 3:30
15. Liberator - "Boy & Girl Routine" - 2:38
16. The Peepshows - "Surrender My Love" - 3:13
17. Breach - "Common Day" - 3:14
18. 59 Times the Pain - "Cash on Delivery" - 3:06
19. Monster - "Ex-Factor" - 2:45
20. Samiam - "Mexico" - 3:09
21. Raised Fist - "Running Man" - 1:44
22. Midtown - "Come On" - 5:12
23. Chickenpox - "Haunted" - 2:01
24. Puffball - "Back on the Sauce" - 1:49
25. No Fun at All - "My Extraordinary Mind" - 2:35